# 天の真名井

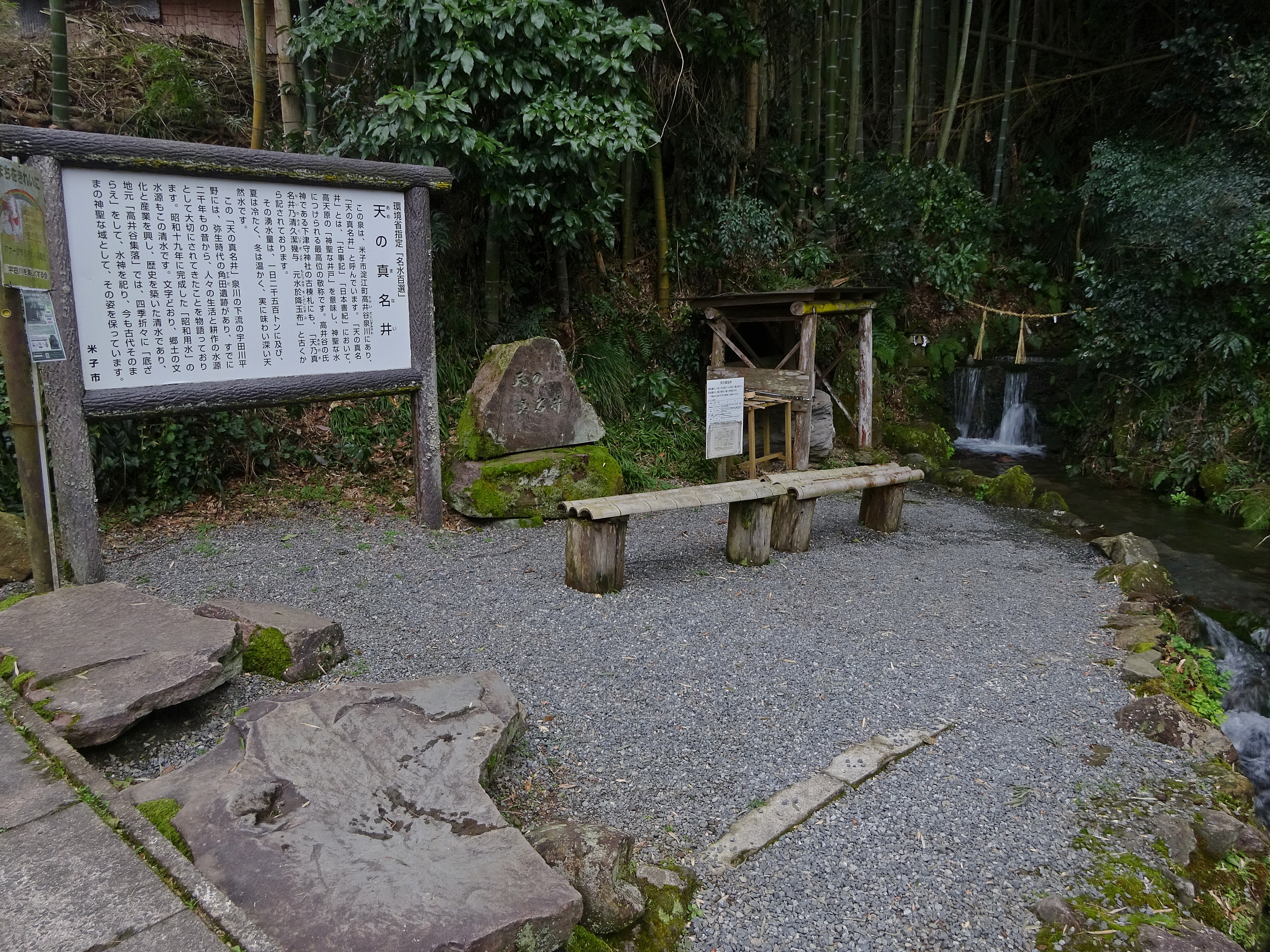
天の真名井湧水地

天の真名井（あめのまない）は、鳥取県米子市淀江町高井谷に湧出する地下水である。1985年（昭和60年）名水百選に選定された。また、旧淀江町は水と緑と史跡のまちとして水の郷百選に選定されており、周辺の名水スポットを代表する泉となっている。

## 概要
淀江町は、新期大山の側火山である孝霊山の溶岩流が日本海に流出した位置と考えられている。年間3,000mmに及ぶ膨大な雪や雨の水が山域の風化が進み浸水性のあるデイサイト(花崗岩、角閃石、安山岩等）に滞水し「天の真名井」の他、本宮の泉等に湧出すると考えられている。。
「天の真名井」は水温は14℃、日量2,500tリットル、「本宮の泉」は日量30,000tリットル、これらが二級河川宇田川の源流となる。1990年（平成2年）に周辺整備がなされ、清流の水は上水道の水源、灌漑用水やニジマスの養殖等に活用されている。河川や水源には水車小屋、東屋、遊歩道、駐車場が整備されている。

## 由来・伝承
近隣には国の史跡に指定されている向山古墳群や妻木晩田遺跡があり古来から人が定住していた土地である。いつしか清浄な水に付けられる「真名井」の中でも最上級の敬称「天の真名井」が名付けられたと言われている。

## 交通
- 山陰本線淀江駅下車 バス「高井谷」下車 徒歩5分
- 米子道路淀江ICから大山広域農道高井谷

- 米子市淀江町 - 地理院地図
- 天の真名井 - Google マップ

## ギャラリー
- 天の真名井にある水車小屋
- 天の真名井湧水池
- 天の真名井の取水場
- 天の真名井から通じる小川